# Ceresium tibiale
Ceresium tibiale är en skalbaggsart som beskrevs av Aurivillius 1926. Ceresium tibiale ingår i släktet Ceresium och familjen långhorningar. Inga underarter finns listade i Catalogue of Life.